# Carinhanha (ort)
Carinhanha är en ort i Brasilien.   Den ligger i kommunen Carinhanha och delstaten Bahia, i den östra delen av landet, 500 km öster om huvudstaden Brasília. Carinhanha ligger 451 meter över havet och antalet invånare är 11 407.
Terrängen runt Carinhanha är platt. Runt Carinhanha är det glesbefolkat, med 17 invånare per kvadratkilometer.. Det finns inga andra samhällen i närheten.
Omgivningarna runt Carinhanha är en mosaik av jordbruksmark och naturlig växtlighet.